# Dodona (djur)
Dodona är ett släkte av fjärilar. Dodona ingår i familjen Riodinidae.

## Dottertaxa tillDodona, i alfabetisk ordning[1]
- Dodona adonira
- Dodona albescens
- Dodona angela
- Dodona anu
- Dodona aponata
- Dodona argentea
- Dodona aurea
- Dodona binghami
- Dodona chaseni
- Dodona chrysapha
- Dodona confluens
- Dodona deodata
- Dodona dipoea
- Dodona dracon
- Dodona durga
- Dodona egeon
- Dodona elvira
- Dodona erato
- Dodona esakii
- Dodona eugenes
- Dodona fatna
- Dodona formosana
- Dodona fruhstorferi
- Dodona henrici
- Dodona hoenei
- Dodona kala
- Dodona learmondi
- Dodona lecerfi
- Dodona longicaudata
- Dodona maculosa
- Dodona matsumurana
- Dodona naga
- Dodona nicevillei
- Dodona nostia
- Dodona ouida
- Dodona palaya
- Dodona pallidior
- Dodona phlegra
- Dodona praestana
- Dodona pryeri
- Dodona pura
- Dodona putaoa
- Dodona robinsoni
- Dodona rubula
- Dodona sakaii
- Dodona sinica
- Dodona vanleeuwenii
- Dodona venox
- Dodona windu